# Raymond Thorne
Raymond Comstock "Ray" Thorne (Chicago, Illinois, 29 d'abril de 1887 – Los Angeles, Califòrnia, 10 de gener de 1921) va ser un nedador estatunidenc que va competir a principis del segle xx.
El 1904 va prendre part en els Jocs Olímpics de Saint Louis, on va guanyar la medalla de plata en la prova dels 4x50 iardes relleus lliures, junt a David Hammond, William Tuttle i Hugo Goetz. En les 50 iardes lliures fou sisè. Morí per culpa d'un accident de cotxe.